# Lie to Me (singel Mikolasa Josefa)
Lie to Me – autorski singel czeskiego piosenkarza Mikolasa Josefa, wydany 19 listopada 2017.

## Historia utworu

### Geneza
Utwór został stworzony i wyprodukowany przez Mikolasa Josefa. Za miks i mastering odpowiadał Nikodem Milewski. Piosenka została nagrana w domowym studiu Josefa, a także w Soundevice Studio w Pradze i studiu Sunshine Mastering w Wiedniu. W nagraniu gościnnie wzięli udział basista Jakub Antl i trębacz Jaroslav Kohoutek.
13 marca 2018 opublikowano nową wersję piosenki, zawierającą zmieniony tekst piosenki (usunięto m.in. słowo „Prada”, będące znakiem firmowym, oraz wulgaryzmy).
20 lipca 2018 premierę miała hiszpańsko-anglojęzyczna wersja piosenki.

### Teledysk
19 listopada 2017 w serwisie YouTube odbyła się premiera teledysku do piosenki, za którego reżyserię odpowiadali Mikolas Josef i Petr Havránek z firmy Raven Production. W klipie wystąpiło dziewięcioro tancerzy: Leová Thuy Ly, Lucy Scholle, Tony Vu, Sára Pourová, Sarah Červená, Isabel Magdič, Eliška Kolářová, Dominika Pálová i Veronika Macková.

### Konkurs Piosenki Eurowizji
W styczniu 2018 utwór wygrał krajowe eliminacje eurowizyjne, dzięki czemu reprezentował Czechy w 63. Konkursie Piosenki Eurowizji w Lizbonie. 8 maja został zaprezentowany przez Josefa jako piąty utwór w kolejności w pierwszym półfinale konkursu i został zakwalifikowany do finału rozgrywanego 12 maja. Zajął w nim szóste miejsce.

## Lista utworów
- Digital download[6]

1. „Lie to Me” – 2:50

## Notowania

### Notowania tygodniowe
| Lista (2017–18)                    | Najwyższa pozycja |
| ---------------------------------- | ----------------- |
| Czechy (Singles Digitál – Top 100) | 2                 |